# Zamek w Villandry
Zamek w Villandry (fr. Château de Villandry) – zamek w miejscowości Villandry we Francji położony w departamencie Indre i Loara. Zaliczany do Zamków nad Loarą.

## Historia
Na miejscu obecnego zamku stała starożytna forteca, która uległa zniszczeniu około XIV wieku. Nowy zamek zgodnie powstał zostać zbudowany w I połowie XV wieku. Przez następne dwa wieki od czasu wybudowania zamkiem władała rodzina Le Breton. W połowie XVIII wieku zamek został sprzedany markizowi de Castellane. Po serii zmian własnościowych w XIX w. zamek został przejęty przez Józefa Bonaparte.
W 1906 roku zamek zakupił doktor Joachim Carvallo, który wydał ogromną fortunę na dzieła sztuki oraz inne obiekty dekoracyjne. Jednym z projektów wykonanych przez Carvallo było wykonanie majestatycznego ogrodu w stylu renesansowym. Ogród ten został ozdobiony licznymi żywopłotami, a także ogrodem zimowym.
Od 1934 roku Château de Villandry posiada status monument historique.
Obecnie zamek nadal pozostaje własnością rodziny Carvallo, jednakże jest on dostępny do zwiedzania. Jest jednym z najczęściej odwiedzanych zamków we Francji.

Château de Villandry
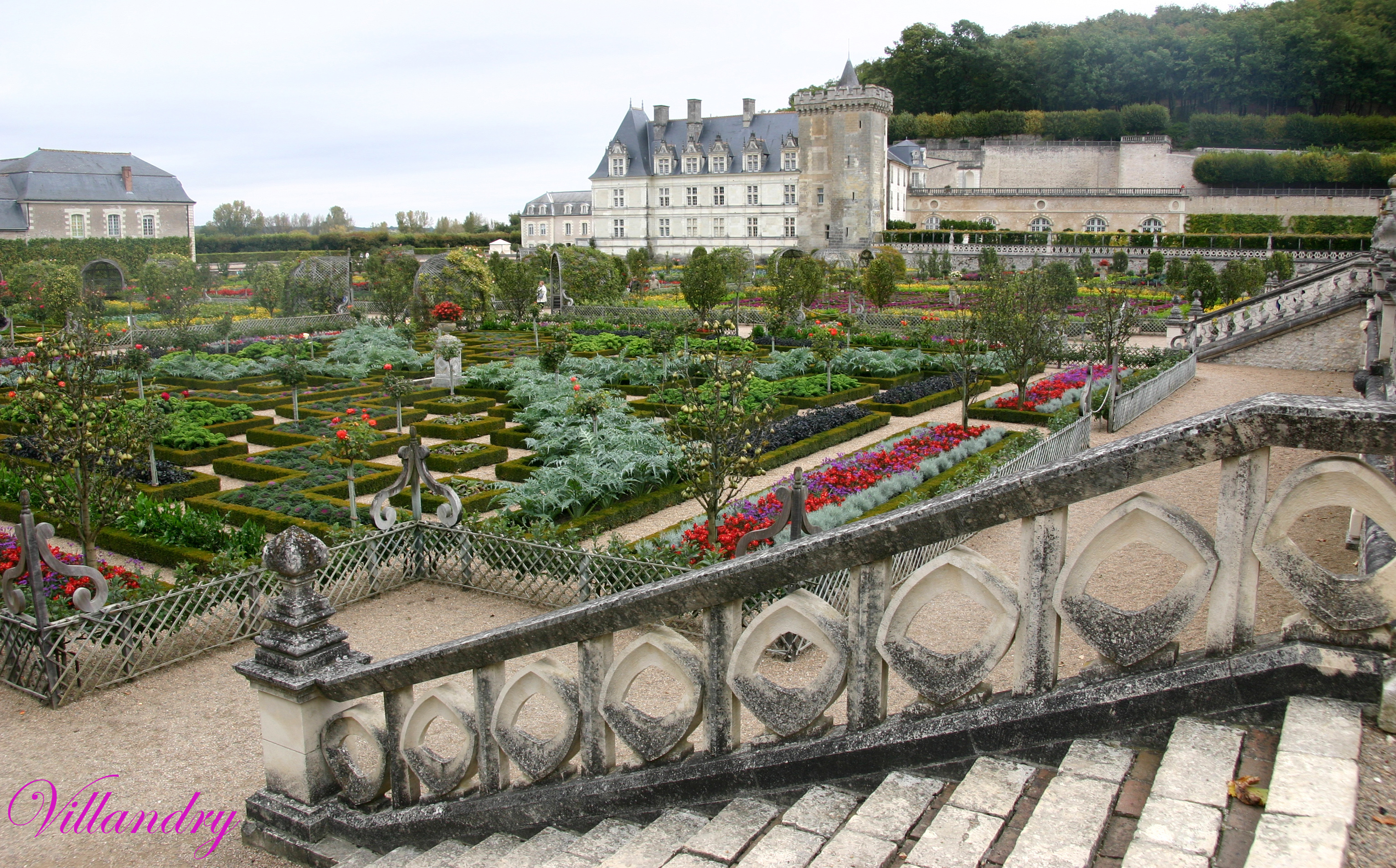
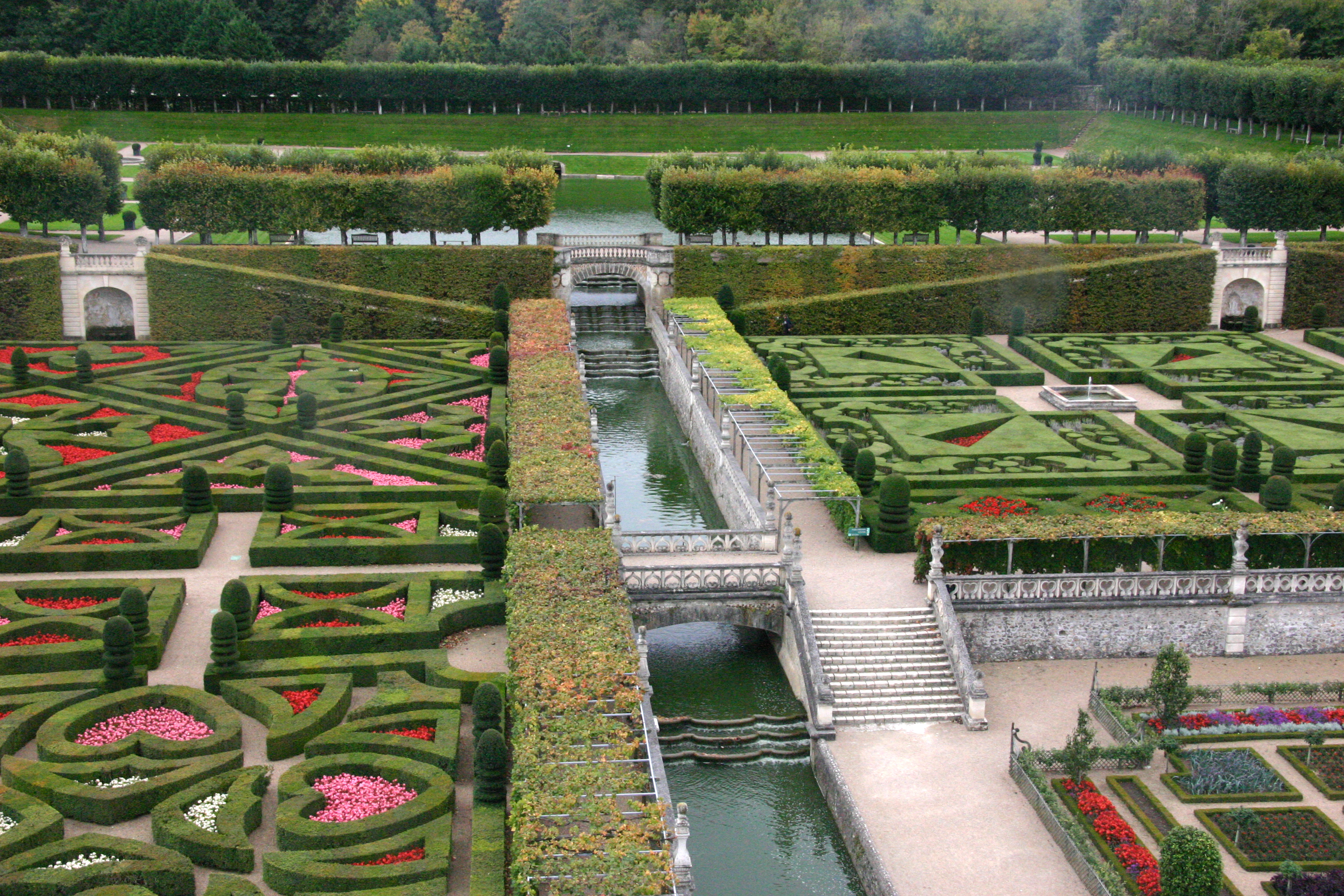
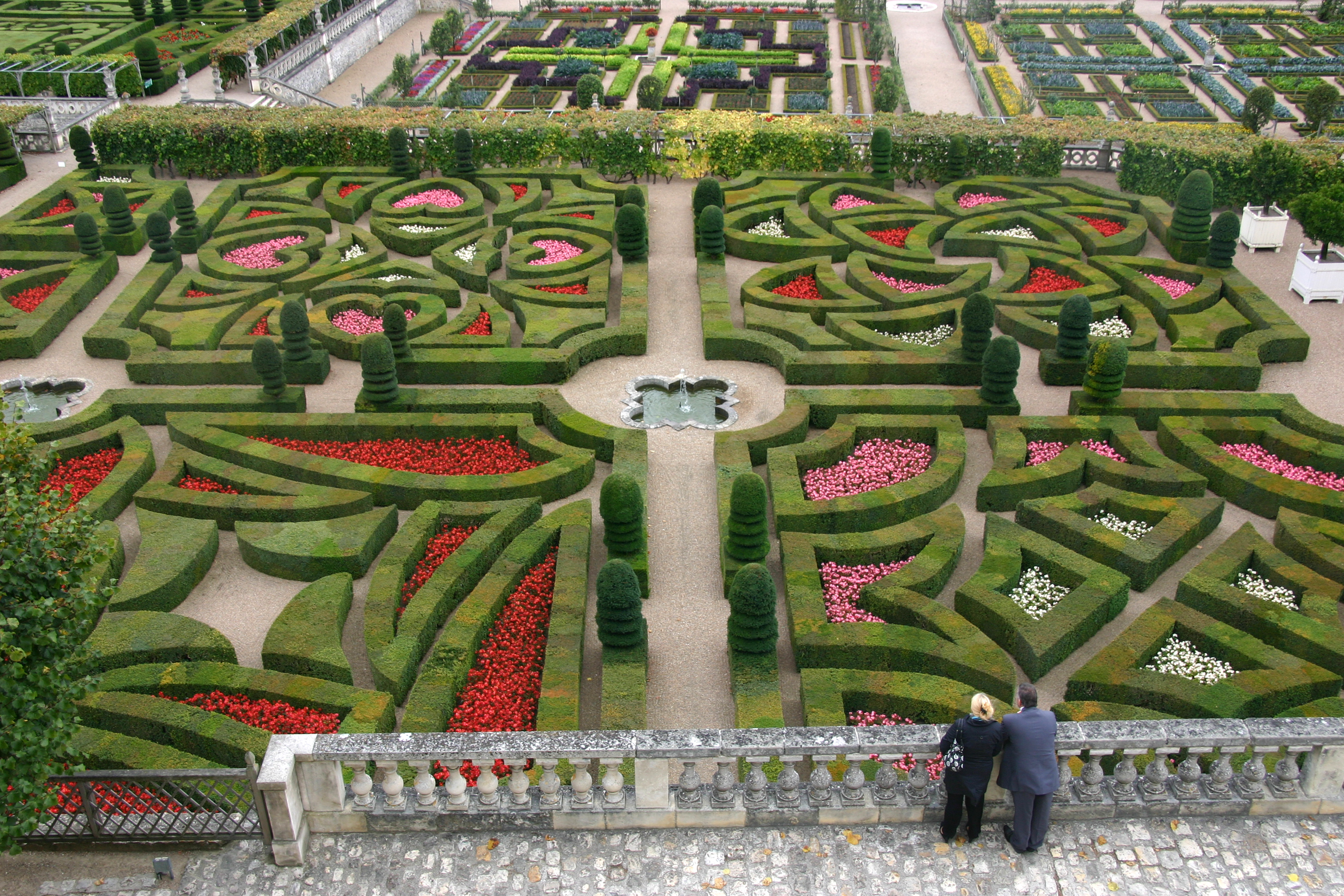
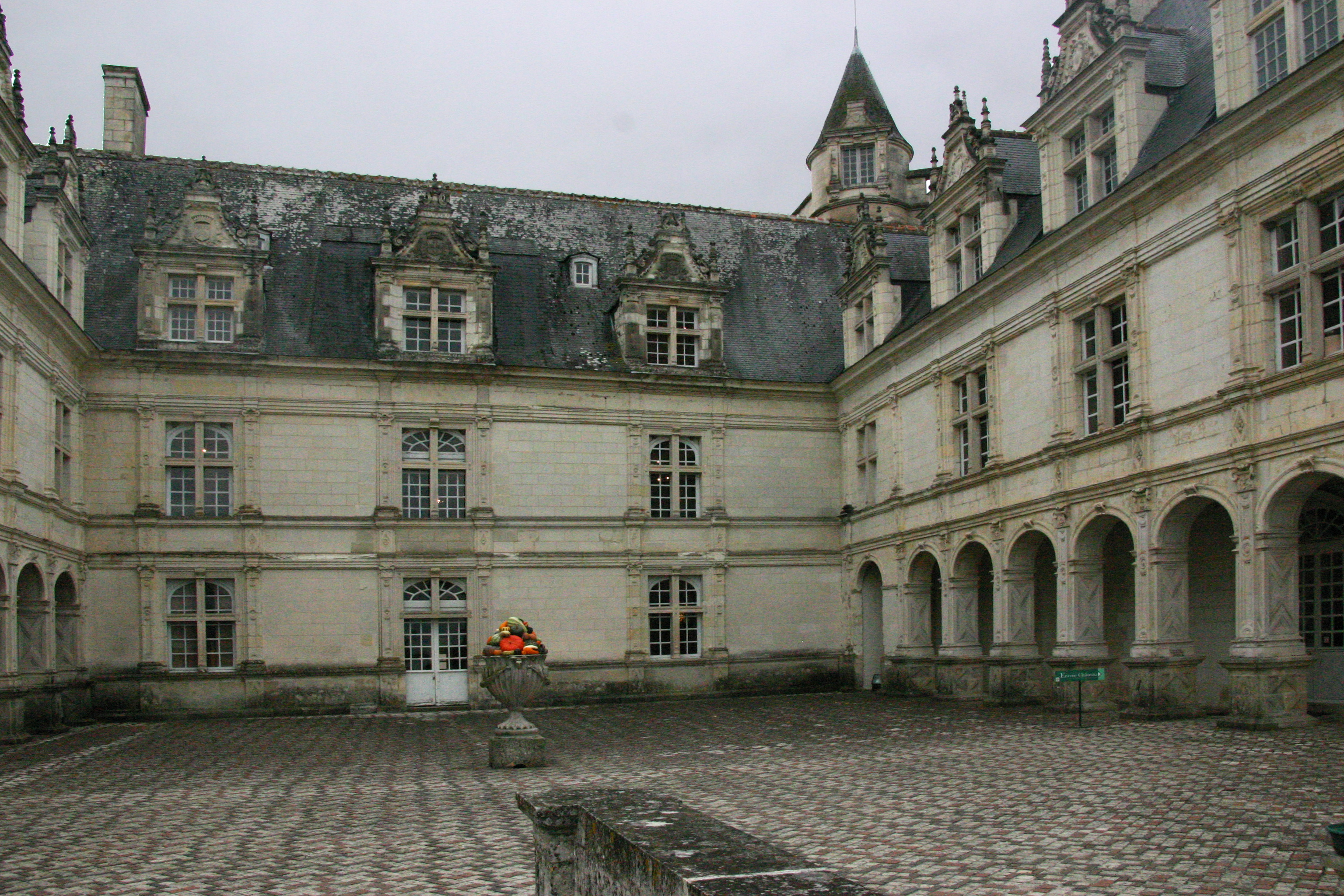
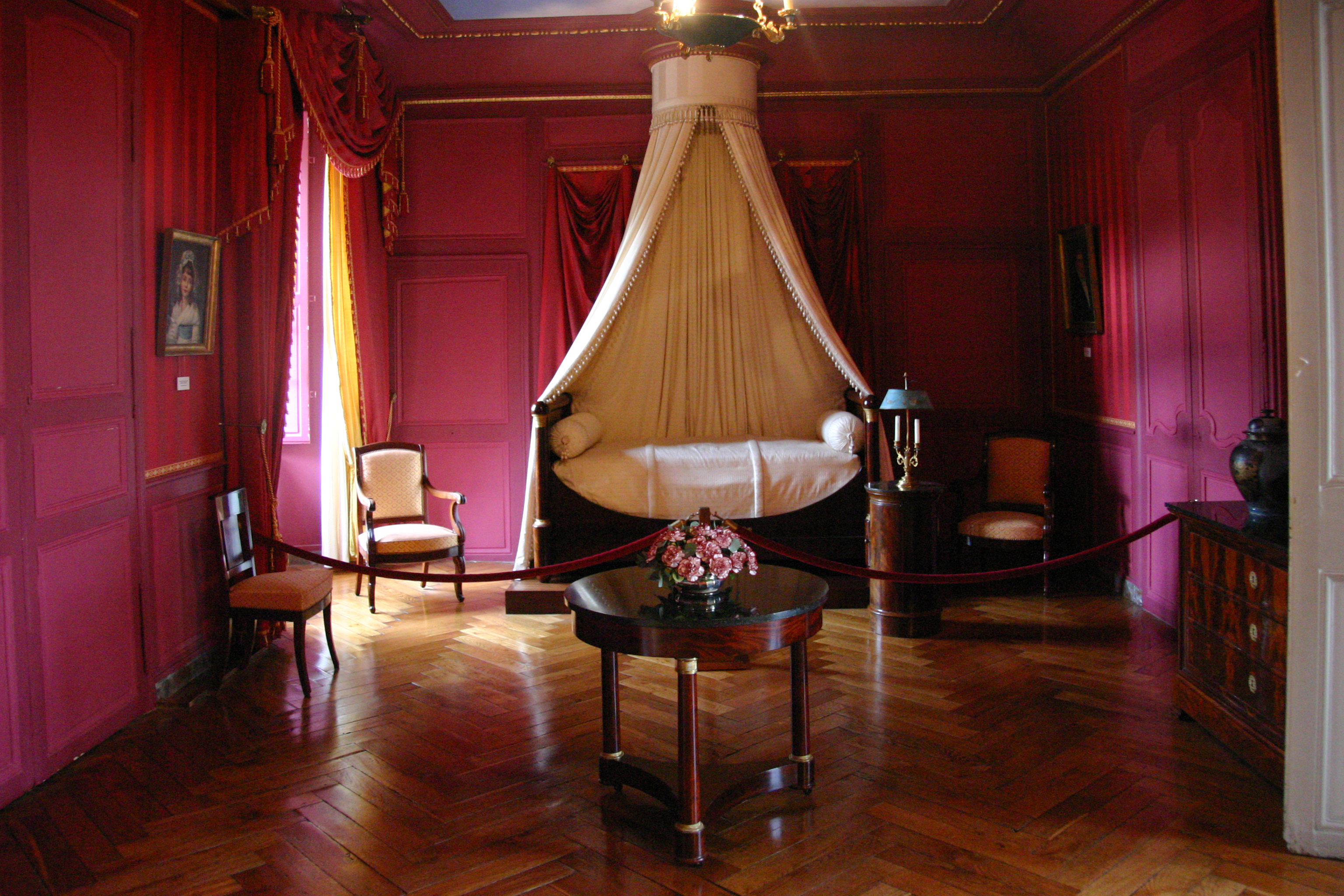
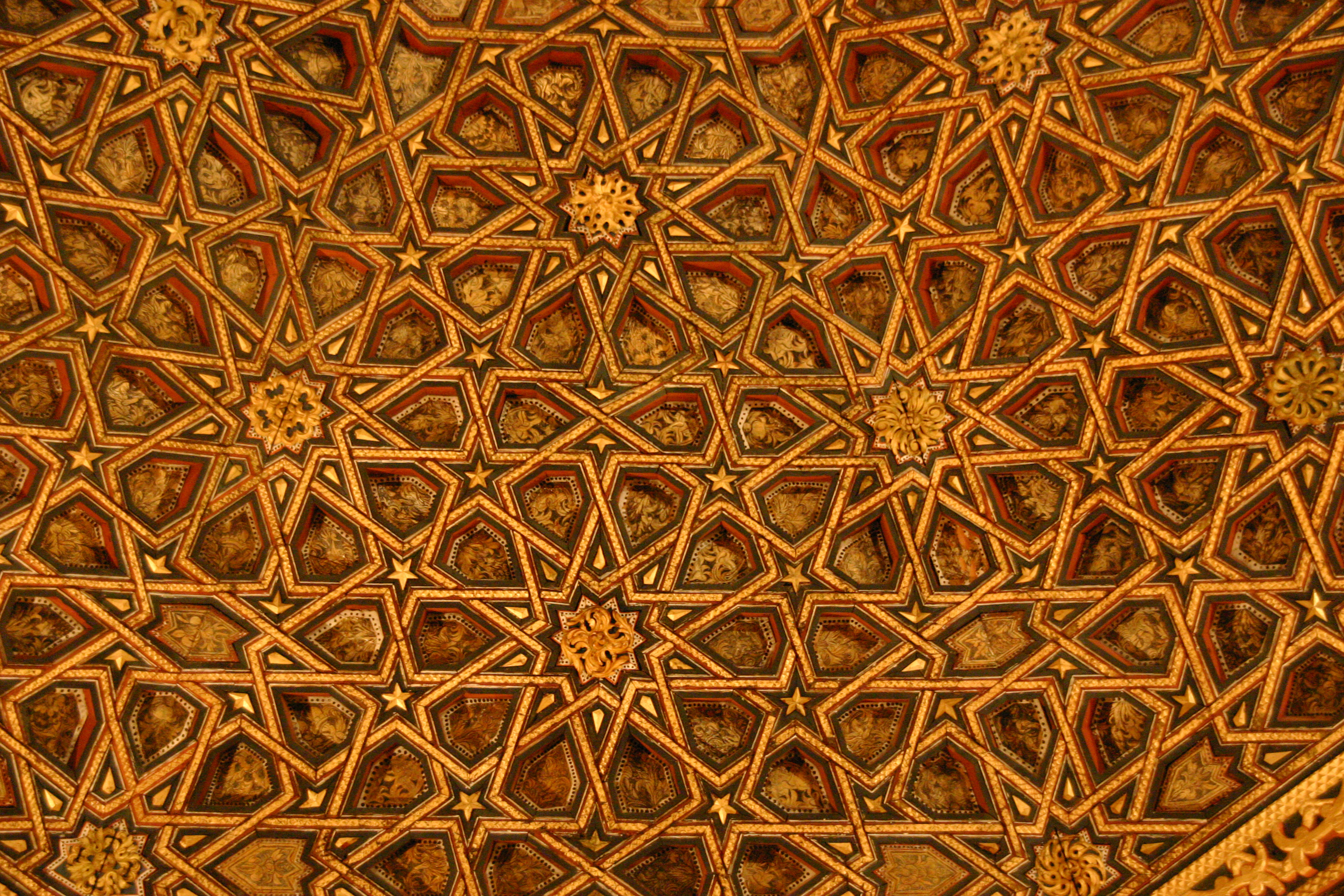